# Julianakirche
Julianakirchen sind nach der heiligen Juliana benannte Kirchen. Dazu zählen:

## Deutschland
- St. Juliana (Großaspach), Gemeinde Aspach, Rems-Murr-Kreis, Baden-Württemberg
- St. Otmar und Juliana (Attenhausen), Gemeinde Krumbach, Landkreis Günzburg, Bayern
- St. Georg und Juliana (Küllstedt), Thüringen
- St. Juliana (Malsch), Rhein-Neckar-Kreis, Baden-Württemberg
- Stiftskirche St. Juliana (Mosbach), Baden-Württemberg
- St. Juliana (Osterode) (in Harztor, Thüringen)
- St. Juliana (Sachsenburg) (in An der Schmücke, Thüringen)
- St. Juliana (Waldstedt) (in Bad Langensalza, Thüringen)
- St. Juliana (Wollersleben) (in Bleicherode, Thüringen)

## Österreich
- Pfarrkirche Terfens, Tirol